# Edmund Goeze
Edmund Goeze (Itzehoe, 1838 — Berlim, 1928) foi um horticultor e botânico alemão que durante alguns anos chefiou o Jardim Botânico de Lisboa.

## Biografia
Participou na instalação do Jardim Botânico de Lisboa, estabelecimento que fora fundado em 1873 por iniciativa dos professores Francisco Manuel de Melo Breyner (o conde de Ficalho) e João de Andrade Corvo. O jardim foi inaugurado em 1878 com uma notável diversidade de plantas, resultado de recolhas feitas nas múltiplas regiões então integravam o Império Colonial Português.
Entre os hortofloricultores e recolectores que mais contribuíram para o estruturação do Jardim conta-se Edmund Goeze (e depois o seu sucessor, o botânico francês Jules Alexandre Daveau). 
Edmundo Goeze já tinha experiência na estruturação de um jardim botânico em Portugal pois fizera parte da equipa que iniciara o plantio do Jardim Botânico da Universidade de Coimbra, em 1866.
Contratado por influência de José do Canto para o serviço do Jardim Botânico da Universidade de Coimbra, realizou em 1866 uma missão à ilha de São Miguel (Açores) ficando favoravelmente impressionado com os «jardins encantadores que existem em Ponta Delgada».
Doutorou-se em botânica pela Universidade de Göttingen e em Dezembro de 1876 transferiu-se definitivamente para a Alemanha, onde foi exercer as suas funções de jardineiro principal (Königl. Garteninspektor) no jardim botânico de Greifswald.

## Publicações
Entre outras é autor das seguintes obras:
- 1867. A Ilha de São Miguel e o Jardim Botânico de Coimbra. Imprensa da Universidade, Coimbra.
- 1874. Ein Beitrag zur Kenntniss der Orangengewächse. Kittler, Hamburgo (dissertação)
- 1875. Jardins Notaveis de Portugal – Lumiar. In: Jornal de horticultura pratica. n.º 12, vol. 6: 230–235
- 1877. Die Pflanzenwelt Portugals. In: Linnea. vol. 41: 357–544
- 1882. Pflanzengeographie für Gärtner und Freunde des Gartenbaues. Ulmer, Stuttgart. Reeditado em 2010, 510 pp. ISBN 1142708403
- Alphonse de Candolle, Edmund Goeze (tradutor). 1884. Der Ursprung der Culturpflanzen. 604 pp. ISBN 1160447160
- Hamburger Garten- und Blumenzeitung (editor 1883–1891).